# Theater Nomade
Theater Nomade is een Nederlandse theatergroep met standplaats Amsterdam. De theatergroep staat sinds de oprichting in 1984 onder leiding van artistiek leider Ab Gietelink en maakte het afgelopen decennium naam met series van historische en politieke klassiekers op monumentale locaties in Nederland.
Sinds 1997 realiseerde Theater Nomade als reizend locatiegezelschap met hulp van een netwerk van schouwburgen honderden historische theatervoorstellingen op bijzondere Nederlandse locaties. Slot Loevestein, de Ruïne van Brederode, de Burcht van Leiden, de Laurenskerk, de Stevenskerk en de Martinikerk behoren tot de vaste voorstellingslocaties. Het oorlogsschip Rotterdam was in 2003 het decor van een authentieke Gijsbrecht van Aemstel.
In 2009 en 2010 voerde Theater Nomade een lange juridische strijd met het Fonds Podiumkunsten over een vierjarige subsidieaanvraag. Directeur Ab Gietelink toonde voor de Raad van State aan dat de beoordelingscommissie zijn werk niet had gezien en dat er sprake was van belangenverstrengeling. De zaak leidde tot een mediadebat over de kunstbeoordeling. Theater Nomade won meerdere juridische procedures en dwong het Fonds tot een tweejarig compromis.

## Theaterprojecten
- 1985 - Gaia Tragoedia (bewerking)
- 1987 - Het Artoreflexief Laboratorium (bewerking)
- 1987 - The end of theatre or we sign for Moscow (bewerking)
- 1987 - Faust, Visueel, Fysicaal (bewerking)
- 1990 - Paradise/Paradox
- 1991 - Kabinet 1917
- 1992 - Babylon - Saddam en Ik
- 1993 - Het Hollandsch Kabinet
- 1994 - Don Quichot in Holland
- 1994 - Jeltsin Rex
- 1995 - Batavia
- 1997 - Het Academisch Kabinet
- 1998 - De [Heeren Zeventien
- 1999 - De Raadvergadering
- 2000 - Deshima, 400 jaar Nederland-Japan
- 2001 - Holland-Amerika Lijn
- 2002 - De Vliegende Hollander
- 2003 - Gijsbrecht van Aemstel (bewerking)
- 2004 - Het Beloofde Land
- 2005 - Hamlet (bewerking)
- 2006 - Faust (bewerking)
- 2007 - Max Havelaar (bewerking)
- 2008 - Gijsbrecht van Aemstel / Anti Global (bewerking)
- 2009 - Neerlands Trots in Barre Tijden, deel 1
- 2010 - Neerlands Trots in Barre Tijden, deel 2
- 2011 - Danton en de Franse Revolutie (bewerking van Dantons Tod van Georg Büchner)
- 2012 - The Kings Speech (bewerking van het gelijknamige stuk van David Seidler)
- 2013 - Wij verlangen onze vrijheid!
- 2014/2015 - Anthony Fokker
- 2015 - Anthony Fokker Reprise
- 2016 - 14-18
- 2017 - 14-18 Reprise
- 2018 - De Leugen Regeert!
- 2019 - Willem van Oranje
- 2020 - COVID19 - Kritische Perspectieven

## Boek- en dvd-publicaties
- Anthony Fokker (dvd en televisiedocumentaire)
- 14-18 (televisiedocumentaire)
- The King's Speech
- Gijsbrecht van Aemstel / Anti Global, Historische en theaterteksten, Amsterdam 2008
- Max Havelaar, Historische en theaterteksten, Amsterdam 2007
- Theater Nomade 1984-2006, verzameld theaterwerk, Amsterdam 2006
- Het Beloofde Land, politieke theatertekst, Amsterdam 1997/2004
- Gijsbreght van Aemstel, historische en theaterteksten, Amsterdam 2003
- Holland-Amerika Lijn, documentaire theatertekst, Amsterdam 2001